# Playa Lagún
Playa Lagún är en strand i Curaçao. Den ligger i den nordvästra delen av landet, 30 km nordväst om huvudstaden Willemstad. 